# Wojskowa Akademia Medyczna im. gen. dyw. Bolesława Szareckiego

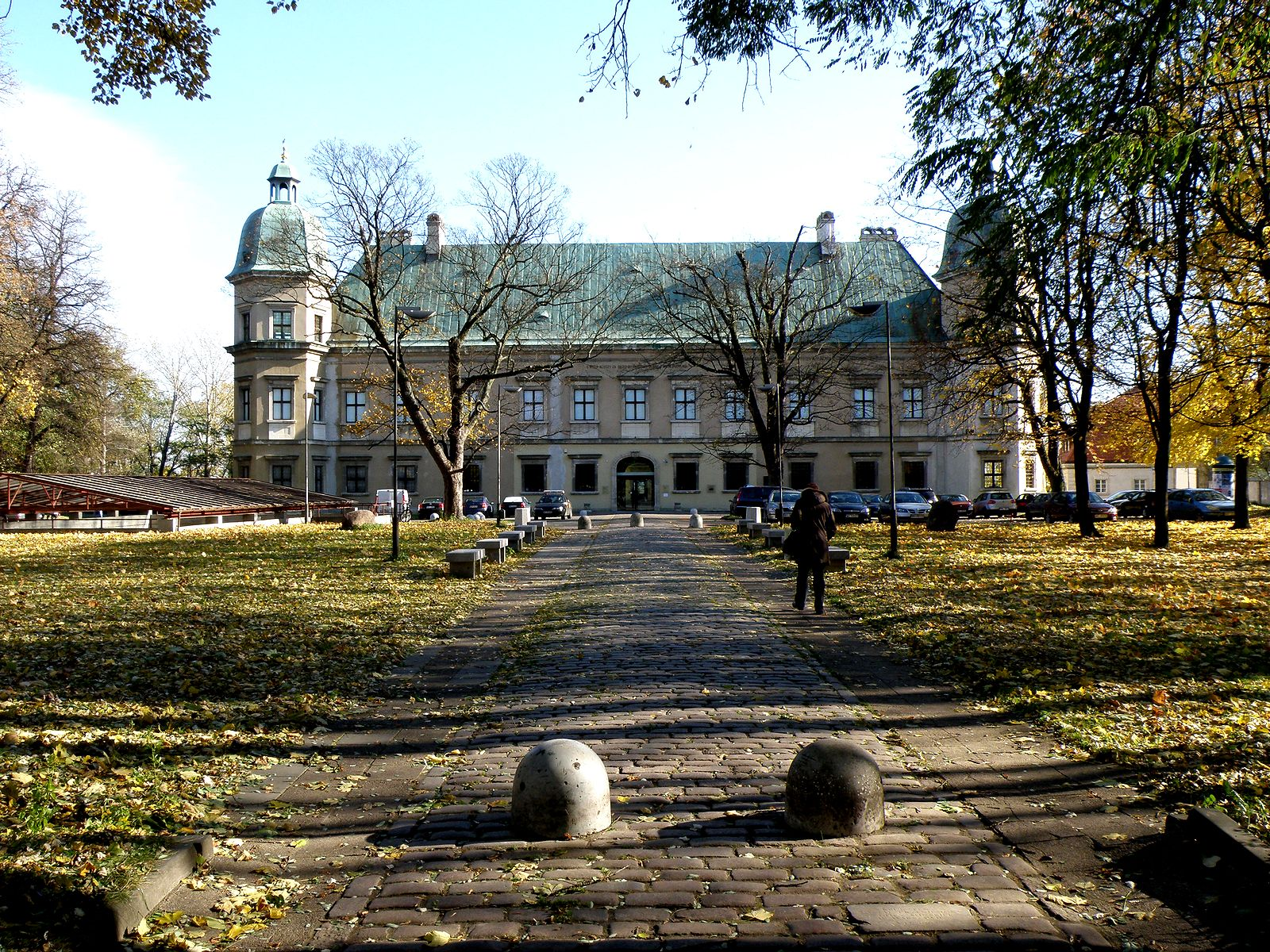
Zamek Ujazdowski w Warszawie, siedziba Centrum Wyszkolenia Sanitarnego w latach 1922–1939

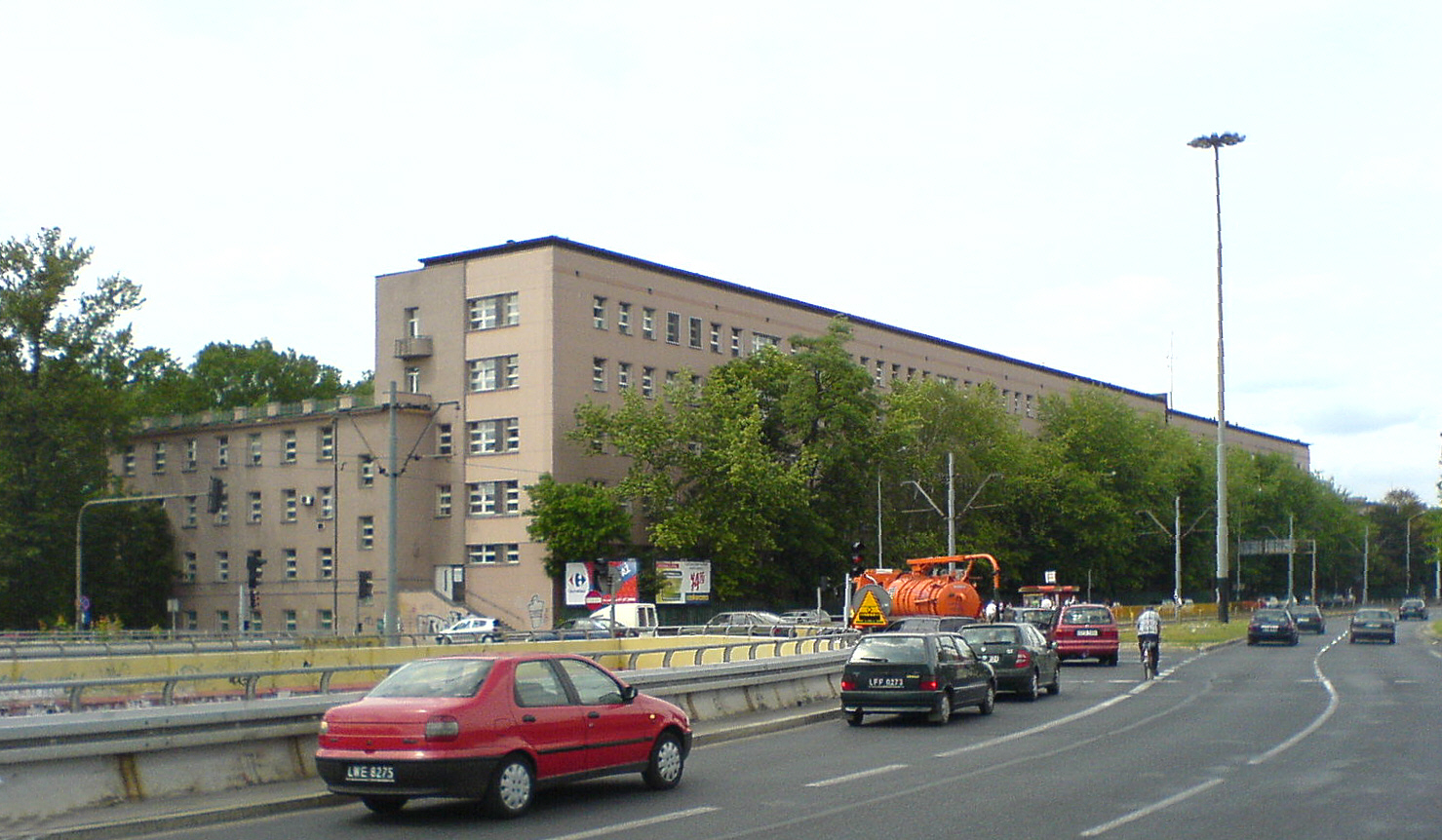
I Centralny Szpital Kliniczny WAM

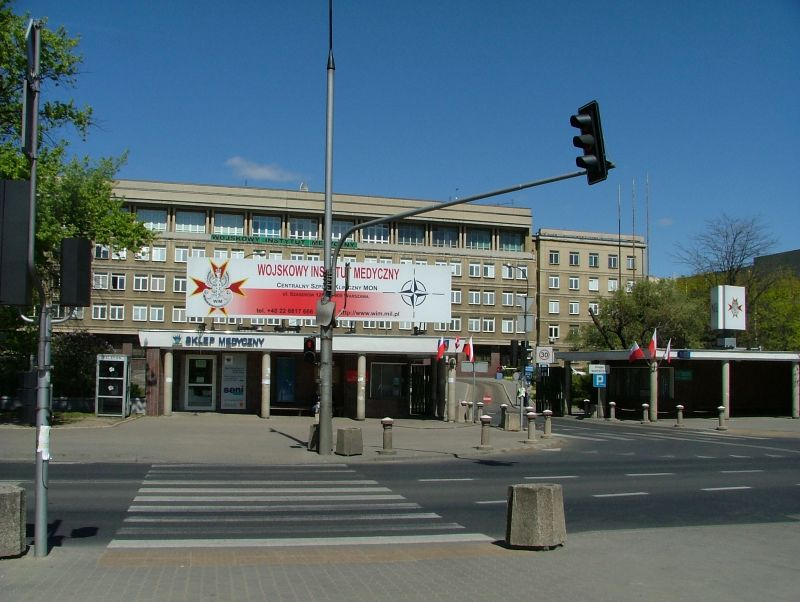
II Centralny Szpital Kliniczny WAM przy ul. Szaserów w Warszawie

Wojskowa Akademia Medyczna im. gen. dyw. Bolesława Szareckiego (WAM) – nieistniejąca obecnie akademia wojskowa, działająca w latach 1957–2003 w Łodzi, która kształciła żołnierzy – oficerów wojskowej służby zdrowia (lekarzy, lekarzy-dentystów, farmaceutów, analityków medycznych i psychologów) dla potrzeb SZ PRL i SZ RP, ale także dla sił zbrojnych innych państw. W 1975 uczelni nadano imię gen. dyw. Bolesława Szareckiego.

## Historia
Formalne tradycje Wojskowej Akademii Medycznej wywodzą się z Wojskowej Szkoły Sanitarnej w Warszawie kształcącej oficerów służby zdrowia, utworzonej rozkazem ministra Spraw Wojskowych w 1922 roku. W 1925 szkołę tę połączono z Wojskowym Instytutem Sanitarnym i ze Szpitalem Ujazdowskim i przemianowano na Oficerską Szkołę Sanitarną. W 1928 roku szkołę przemianowano na Centrum Wyszkolenia Sanitarnego. Szkołę tę w roku 1930 włączono do nowo utworzonego Centrum Wyszkolenia Sanitarnego w Warszawie (na Centrum to składały się: Komenda, Szkoła Podchorążych Sanitarnych i Szpital Szkolny). Szkoła ta funkcjonowała pod tą nazwą i w takiej formie organizacyjnej, aż do wybuchu II wojny światowej. Ogółem w przedwojennych wojskowych szkołach medycznych przeszkolono blisko 500 oficerów-lekarzy. Około 120 z nich poległo w czasie wojny, a wielu z nich było ofiarami zbrodni w Katyniu, Starobielsku i Ostaszkowie (jednostki medyczne należały zwykle do służb tyłowych, znajdujących się na terenach zajętych podczas wojny obronnej 1939 przez Armię Czerwoną). 35 absolwentów wojskowych szkół medycznych zostało odznaczonych Krzyżem Virtuti Militari za męstwo na polach bitewnych.
Po kapitulacji wojsk Rzeczypospolitej Polskiej w 1939, na alianckim Zachodzie Europy powstawały polskie ośrodki kształcące kadry medyczne dla Polskich Sił Zbrojnych na Zachodzie. Należały do nich: Centrum Wyszkolenia Sanitarnego działające w Coëtquidan i w Combourg we Francji (listopad 1939 – czerwiec 1940), Obóz Uniwersytecki dla żołnierzy polskich z 2 Dywizji Strzelców Pieszych w Winterthur w Szwajcarii, którzy studiowali na Wydziale Medycznym Uniwersytetu w Zurychu (1940–1946) oraz Polski Wydział Lekarski na Uniwersytecie w Edynburgu w Szkocji (1941–1949). Ogółem dyplomy lekarskie w Szwajcarii i Szkocji zdobyło ponad 300 lekarzy wojskowych, a 35 obroniło prace doktorskie.
W 1944 utworzono na Uniwersytecie Marii Curie-Skłodowskiej w Lublinie Katedrę Medycyny Wojskowej, która działała do 1946 roku. Jej funkcje przejęła założona w tym samym roku w Łodzi Wojskowo-Medyczna Szkoła Felczerów. W roku 1950 utworzono przy łódzkiej Akademii Medycznej specjalny Fakultet Wojskowo-Medyczny, spełniający rolę zalążka przyszłej Akademii Wojskowej, kształcący lekarzy wojskowych.
W dniu 19 maja 1958 na podstawie uchwały nr 477/57 Rady Ministrów z 7 listopada 1957 Minister Obrony Narodowej wydał rozkaz Nr 03/Org. powołujący WAM od 1 lipca 1958. W początkach swej działalności Akademia w znacznej mierze korzystała z zasobów (personelu, katedr, zakładów i klinik) cywilnej Akademii Medycznej w Łodzi. Bazą kliniczną WAM stały się Centralne Szpitale Kliniczne MON w Łodzi (I CSK WAM w Łodzi przy ul. Żeromskiego i II CSK WAM przy ul. Szaserów w Warszawie). Proces usamodzielniania się Akademii Wojskowej pod względem struktury naukowo-dydaktycznej i etatowej trwał do około 1968 roku. W latach 70. XX w. i 80. XX w. Akademia rozwijała własną kadrę i bazę naukowo-dydaktyczną i budowała swoją pozycję dydaktyczną i naukową tak w kraju, jak i za granicą. Posiadała również Muzeum Polskiej Wojskowej Służby Zdrowia, działające do dziś przy Uniwersytecie Medycznym w Łodzi.
Program kształcenia studentów WAM obejmował przedmioty medyczne w pełnym zakresie przewidzianym dla odpowiednich wydziałów uczelni medycznych, przedmioty ogólnowojskowe oraz wojskowo-medyczne. Studenci WAM kształcili się jako podchorążowie. Studia medyczne odbywali także, po zdaniu egzaminów wstępnych, żołnierze zawodowi w określonym przedziale wiekowym. Znaczącą rolę w procesie dydaktyczno-wychowawczym realizowanym w WAM odgrywała kadra profesorska rekrutująca się jeszcze z czasów przedwojennych, a tradycje poprzedniczek WAM były kultywowane w mniej lub bardziej oficjalny sposób.
W dniu 9 maja 1975 roku weszła w życie uchwała Nr 76 Rady Ministrów z dnia 29 kwietnia 1975 roku w sprawie nadania Wojskowej Akademii Medycznej imienia generała dywizji Bolesława Szareckiego.
W 1992 roku na terenie WAM odbyła się uroczystość z udziałem absolwentów przedwojennych szkół wojskowo-medycznych, Ministra Obrony Narodowej RP oraz przewodniczącego ds. Duszpasterstwa Służby Zdrowia kard. Fiorenzo Angeliniego z Watykanu, w trakcie której w sposób formalny przekazano do łódzkiej uczelni tradycje, dokumenty i pamiątki wojskowych uczelni medycznych z czasów przedwojennych oraz tych, które funkcjonowały w okresie wojny (m.in. zmieniono odznaki absolwenckie WAM, których forma nawiązywała do odznak przedwojennych).
Restrukturyzacja od lat 90. XX w. Sił Zbrojnych RP, zwłaszcza zaś ich redukcja liczebna, wymusiła poważne zmiany w Akademii. Zmniejszano liczbę jednostek organizacyjnych, liczbę etatów (w tym etatów naukowych i dydaktycznych), zredukowano poważnie limity naboru na studia. Równocześnie obniżano budżet uczelni.
W obliczu wszystkich tych cięć i ograniczeń pod koniec lat 90. XX w. przekształcono WAM w uczelnię wojskowo-cywilną otwierając w latach 1998–1999 dwa zaoczne kierunki studiów dla słuchaczy cywilnych: zdrowie publiczne oraz fizjoterapia. Wkrótce Ministerstwo Obrony Narodowej wprowadziło radykalną reformę wyższego szkolnictwa wojskowego. Dla Akademii reforma ta sprowadzała się praktycznie do jej likwidacji, ponieważ zdecydowano o wstrzymaniu resortowego systemu kształcenia lekarzy wojskowych. W wyniku tych decyzji, chcąc utrzymać akademicki status uczelni i nie zaprzepaścić kilku dziesięcioleci pracy naukowej władze WAM podjęły w pierwszym półroczu 2002 roku rozmowy z władzami cywilnej Akademii Medycznej w Łodzi w sprawie utworzenia po połączeniu obu uczelni wspólnego Uniwersytetu Medycznego. Projekt ten został zrealizowany z powodzeniem i od roku 2003 Wojskowa Akademia Medyczna przestała istnieć (równocześnie w ramach swoistej fuzji obu uczelni zlikwidowano cywilną łódzką Akademię Medyczną) po wykształceniu przez 44 lata funkcjonowania sześciu tysięcy oficerów medycyny wojskowej – lekarzy, lek. stomatologów i farmaceutów (oraz przez krótki czas także psychologów klinicznych). Działalność Wojskowej Akademii Medycznej była kontynuowana przez Wydział Wojskowo-Lekarski Uniwersytetu Medycznego w Łodzi, który w programie nauczania uwzględnia specyfikę potrzeb medycznych służb mundurowych, jak również statutowo przejął dotychczasowe tradycje wojskowych uczelni medycznych. Ostatni rocznik studentów został na Wydział Wojskowo-Lekarski przyjęty w 2018 roku.
W marcu 2006 podjęto przygotowania do utworzenia przy Wydziale Wojskowo-Lekarskim UM kompanii akademickich podchorążych – studentów UM, organizacyjnie w oparciu o Centrum Szkolenia Wojskowych Służb Medycznych w Łodzi – popularnie nazwane „mini-WAM-em”, a utworzone na bazie tego, czego nie wchłonął powstający Uniwersytet Medyczny – oraz o Wyższą Szkołę Oficerską Wojsk Lądowych im. gen. Tadeusza Kościuszki. Przyświeca mu de facto idea powrotu do poprzednich idei kształcenia wojskowej kadry medycznej i spowodowana fiaskiem koncepcji powoływania do wojska cywilnych lekarzy (lansowanej w czasie restrukturyzacji WAM i AM), w obliczu trudności w zapewnieniu właściwej opieki medycznej w jednostkach wojskowych, zwłaszcza podczas operacji zagranicznych SZ RP. W roku akademickim 2008/2009 do obiektów przy pl. gen. Józefa Hallera w Łodzi wrócili studenci medycyny w mundurach. Są oni jednocześnie studentami Kolegium Wojskowo-Lekarskiego Wydziału Lekarskiego Uniwersytetu Medycznego w Łodzi, które odpowiada za kształcenie medyczne oraz Akademii Wojsk Lądowych we Wrocławiu, która odpowiada za kształcenie wojskowe.

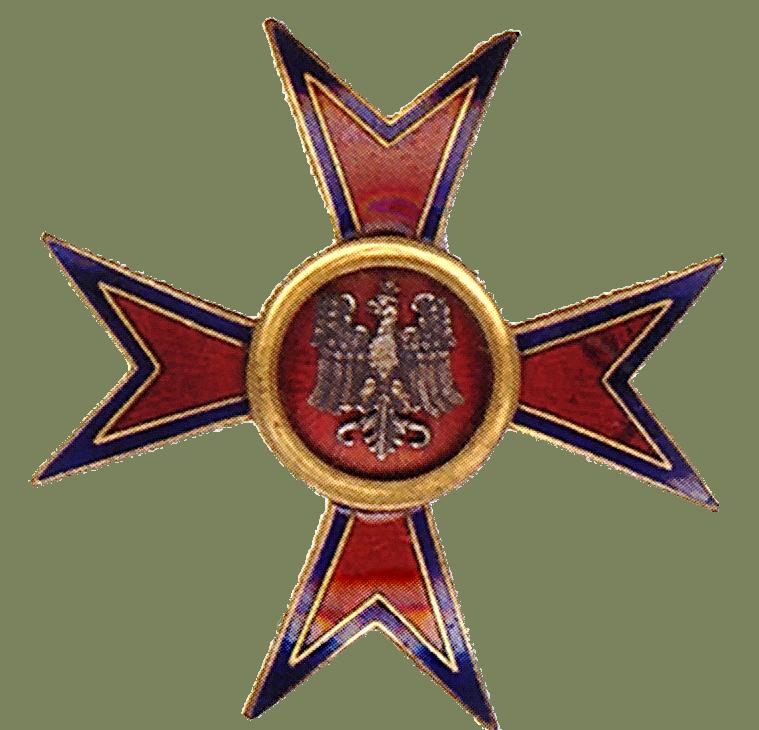
Odznaka pamiątkowa (honorowa) SPS (CWSan.) 1928–1939
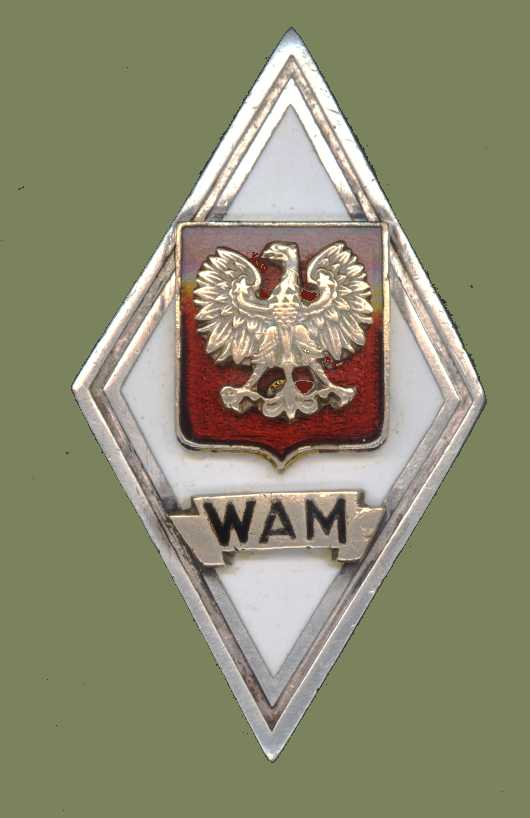
WAM 1958–1994
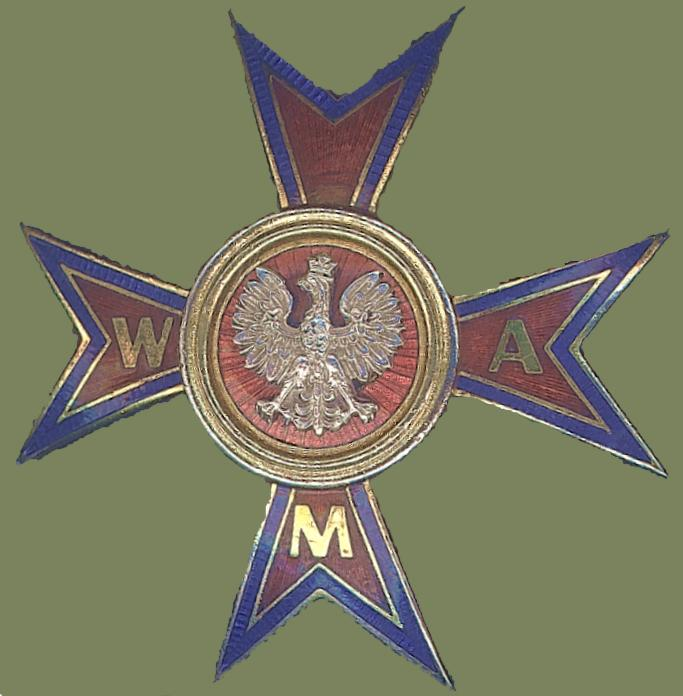
Odznaka pamiątkowa (honorowa) WAM 1992–2002
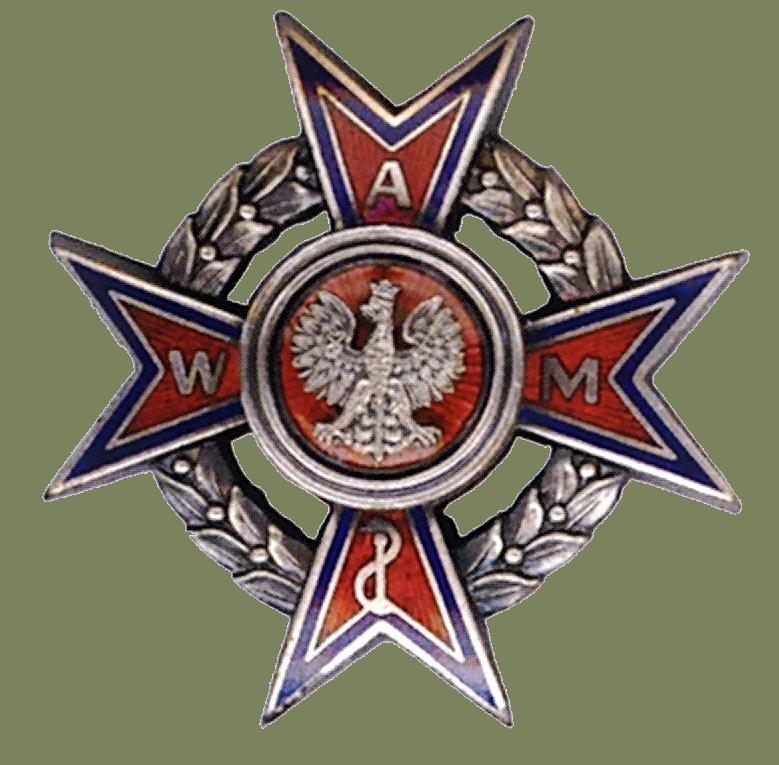
WAM 1995–2002

## Komendanci (1922–1949)
- 1922–1929: gen. bryg. dr med. Stefan Bolesław Józef Hubicki
- 1925–1925: gen. bryg. dr med. Bronisław Jakesch
- 1925–1926: gen. bryg. dr med. Franciszek Zwierzchowski
- 1929–1931: gen. bryg. dr med. Zygmunt Gilewicz
- 1931–1933: płk dr med. Władysław Leon Osmolski
- 1933–1939: płk dr med. Ksawery Maszadro
- 1941–1943: płk prof. dr med. Antoni Jurasz
- 1943–1945: mjr prof. dr med. Tadeusz Rogalski
- 1945–1949: mjr prof. dr med. Jakub Rostowski

## Komendanci-rektorzy (1958–2003)
- 1958–1965: gen. bryg. prof. dr hab. med. Marian Garlicki
- 1965–1972: kontradm. prof. dr hab. med. Wiesław Łasiński
- 1972–1975: płk doc. dr hab. med. Józef Barancewicz
- 1975–1978: gen. bryg. prof. dr hab. med. Jerzy Bończak
- 1978–1981: płk prof. dr hab. med. Tadeusz Brzeziński
- 1981–1991: gen. bryg. prof. dr hab. med. Władysław Tkaczewski
- 1991–1998: gen. bryg. prof. dr hab. med. Henryk Chmielewski
- 1998–2002: płk prof. dr hab. med. Jan Chojnacki
- 2002–2003: płk prof. dr hab. med. Krzysztof Zeman

## Doktorzyhonoris causa
- 1973 – Marian Garlicki

- 1973 – Marian Stanisław Stefanowski

Doktor wszechnauk lekarskich, emerytowany profesor zwyczajny Akademii Medycznej w Łodzi, i jej wieloletni rektor, współtwórca WAM, chirurg i pedagog.
- 1975 – Antoni Falkiewicz

- 1975 – Mieczysław Kędra

- 1976 – Witold Eugeniusz Zawadowski

- 1976 – Augustyn Dolatkowski

- 1978 – Dymitr Aleksandrow

- 1978 – Mikołaj Genadijewicz Iwanow

Członek korespondent Akademii Nauk Medycznych ZSRR, komendant Wojskowej Akademii Medycznej w Leningradzie i jej profesor, generał-pułkownik, specjalista w dziedzinie organizacji i taktyki służby zdrowia.
- 1978 – Jan Karol Kostrzewski

- 1981 – Stanisław Pokrzywnicki

- 1983 – Wiesław Łasiński

- 1983 – Fiodor Iwanowicz Komarow (ur. 1920)

Profesor Moskiewskiego Instytutu Medycznego im. I. S. Sieczenowa, były Szef Służby Zdrowia Ministerstwa Obrony ZSRR, lekarz internista, organizator, pedagog, generał-pułkownik.
- 1986 – Jan Leńko

- 1986 – Jan Pruszyński

- 1988 – Hans Rudolf Gestewitz

Komendant Wojskowej Akademii Medycznej Narodowej Armii Ludowej NRD w Bad Saarow, profesor otolaryngologii, generał porucznik służby medycznej, specjalista orzecznictwa wojskowo-lekarskiego.
- 1989 – Witold Rudowski

- 1990 – Jan Andrzej Chomiczewski

- 1992 – Peter Kynaston Thomas

Profesor neurologii w Londynie i Narodowego Szpitala Queen Square w Londynie, honorowy członek Polskiego Towarzystwa Neurologicznego, współpracownik Kliniki Neurologicznej i Neurochirurgicznej Wojskowej Akademii Medycznej w Łodzi. Jest międzynarodowym autorytetem w zakresie badań przewodnctwa nerwowego i patologii nerwów obwodowych
- 1992 – Enrique Mendez jr

Profesor medycyny, były zastępca Lekarza Wojsk Lądowych Armii USA, asystent sekretarza obrony ds. zdrowia za prezydentury George’a Busha (seniora), specjalista organizacji wojskowych służby zdrowia w dziedzinie interny, chirurgii i chorób zakaźnych w warunkach polowych, generał dywizji.
- 1998 – Władysław Tkaczewski

- 1998 – Sylwester Czaplicki

- 1999 – Josef Fusek

Prorektor Wojskowej Akademii Medycznej w Hradcu Králové, jej były rektor, profesor farmakologii, specjalista-toksykolog, członek Rady Naukowej Uniwersytetu Karola w Pradze i Uniwersytetu w Hradcu Králové, przedstawiciel wojskowej służby zdrowia Czech w strukturach NATO w Brukseli. Zajmował się zagadnieniami toksyczności leków, badaniem mechanizmów działania silnych trucizn oraz opracowywaniem odtrutek.
- 1999 – Stanisław Ludwik Barański

- 1999 – Jan Roman Haftek

- 2000 – Antonin Seigneuric

Profesor zwyczajny medycyny, Generalny Inspektor Wojskowej Służby Zdrowia i Komendant Szkoły Służby Zdrowia Armii Francuskiej w Lyonie, generał dywizji. Specjalista w zakresie medycyny lotniczej i kardiologii (zajmował się mechanizmami utraty świadomości podczas lotu), inicjator współpracy wojskowej służby zdrowia Francji i Polski, zwłaszcza uczelni medycznych w Lyonie i Łodzi.
- 2001 – Leszek Cieciura

- 2001 – Zofia Wanda Krawczykowa (ur. 1924)

Profesor zwyczajny medycyny, były wieloletni kierownik Instytutu Narządów Zmysłu i Kliniki Okulistycznej Wojskowej Akademii Medycznej, naukowiec i klinicysta w zakresie okulistyki, zwłaszcza neurookulistyki, onkologii okulistycznej, urazów narządu wzroku i problemów krążenia krwi w siatkówce i naczyniówce, zasłużony dydaktyk, pułkownik w stanie spocz.
- 2001 – Kornel Gibiński

- 2002 – Zdzisław Ruszczak (1924–2004)

Profesor zwyczajny medycyny, członek PAN, Naczelny Specjalista-Dermatolog Wojska Polskiego, były prorektor WAM ds. klinicznych i szef Zespołu Katedr Klinicznych, wieloletni kierownik Katedry i Kliniki Dermatologicznej WAM, naukowiec, klinicysta i dydaktyk, pułkownik w stanie spocz.
- 2002 – Kazimierz Trznadel